# Orthomerus
Orthomerus (лат., буквально: прямое бедро) — вымерший род растительноядных динозавров семейства гадрозаврид (Hadrosauridae), живших в маастрихтском веке на территории современных Нидерландов и Бельгии. Род включает в себя единственный вид — Orthomerus dolloi. Данный ящер был четвероногим и обладал строением тела, характерным для всех гадрозаврид.

## История изучения
Единственный вид Orthomerus doloi был открыт и назван известным британским палеонтологом Гарри Сили в 1883 году. Имя рода Orthomerus происходит от строения скелета, а имя вида doloi дано в честь французско-бельгийского палеонтолога Луи Долло.
С 1988 года и род, и вид имеют статус nomen dubium (см. также Telmatosaurus).